# Lista över fornlämningar i Hudiksvalls kommun
Lista över fornlämningar i Hudiksvalls kommun är en förteckning av ett urval av de fornlämningar som finns i Hudiksvalls kommun.

## Bjuråker
| Namn         | Lämningstyp | Tillkomsttid | Historisk indelning   | Plats | Läge                 | ID-nr          | Bild                                 |
| ------------ | ----------- | ------------ | --------------------- | ----- | -------------------- | -------------- | ------------------------------------ |
| Bjuråker 3:1 | Hög         |              | Bjuråker, Hälsingland |       | 61.860670, 16.588824 | 10239700030001 | Ladda upp en bild av detta fornminne |

## Delsbo
Se Lista över fornlämningar i Hudiksvalls kommun (Delsbo)

## Enånger
Se Lista över fornlämningar i Hudiksvalls kommun (Enånger)

## Forsa
Se Lista över fornlämningar i Hudiksvalls kommun (Forsa)

## Hudiksvall
Se Lista över fornlämningar i Hudiksvalls kommun (Hudiksvall)

## Hälsingtuna
Se Lista över fornlämningar i Hudiksvalls kommun (Hälsingtuna)

## Hög
Se Lista över fornlämningar i Hudiksvalls kommun (Hög)

## Idenor
Se Lista över fornlämningar i Hudiksvalls kommun (Idenor)

## Njutånger
Se Lista över fornlämningar i Hudiksvalls kommun (Njutånger)

## Norrbo
Se Lista över fornlämningar i Hudiksvalls kommun (Norrbo)

## Rogsta
Se Lista över fornlämningar i Hudiksvalls kommun (Rogsta)